# Пих, Роберт
Ро́берт Пих (словац. Róbert Pich; род. 12 ноября 1988, Свидник, Прешовский край) — словацкий футболист, нападающий клуба «Спартак» (Трнава).

## Биография
Роберт начал играть в футбол в возрасте 6 лет, когда был отдан в футбольную школу ФК «Тесла Стропков». Там он играл до 2007 года. Следующий сезон отыграл в пражской «Славии».
Первый профессиональный контракт игрок подписал с ФК «Подбрезова», в составе которого сыграл 12 матчей и забил 7 голов. Следующий сезон Пих провёл в банско-бистрицкой «Дукле». В январе 2011 года подписал контракт с «Жилиной» на три с половиной года.
Провёл 1 матч в составе молодёжной сборной Словакии.